# Miss USA 2019
Miss USA 2019, est la 68e élection de Miss USA. L'élection a lieu le 2 mai 2019 au Grand Sierra Resort and Casino de Reno (Nevada).
La gagnante est Cheslie Kryst (Miss Caroline du Nord), laquelle succède ainsi à Sarah Rose Summers, élue Miss USA 2018.
Les 50 États et le District de Columbia participent à l'élection. L'événement est diffusé sur la chaîne américaine FOX pour la troisième année consécutive, et est, comme l'édition précédente, présentée par Nick et Vanessa Lachey. 
Nicole Feld, Kim Kaupe, Demi-Leigh Nel-Peters, Ukonwa Ojo, Amy Palmer, Denise Quiñones, Hillary Schieve (en) et Patricia Southall (en) composaient le jury de l'élection.

## Classement final
| Titre         | Candidates |
| ------------- | --- |
| Miss USA 2019 | - Caroline du Nord - Cheslie Kryst |
| 1re dauphine  | - Nouveau-Mexique - Alejandra Gonzalez |
| 2e dauphine   | - Oklahoma - Triana Browne |
| Top 5         | - Arkansas - Savannah Skidmore - Nevada - Tianna Tuamoheloa                                                                                           |
| Top 10        | - District de Columbia - Cordelia Cranshaw - Floride - Nicolette Jennings - Kansas - Alyssa Klinzing - Maryland - Mariela Pepin - Ohio - Alice Magoto |
| Top 15        | - Hawaï - Lacie Choy - Iowa - Baylee Drezek - Louisiane - Victoria Paul - Minnesota - Cat Stanley - Pennsylvanie - Kailyn Perez                       |

### Prix spéciaux
| Prix spéciaux  | Candidates                 |
| -------------- | -------------------------- |
| Miss Sympathie | - Indiana - Tate Fritchley |